# Arachnothera magna
Il mangiaragni striato (Arachnothera magna (Hodgson, 1836) è un uccello passeriforme della famiglia Nectariniidae.

## Distribuzione e habitat
La specie è diffusa in India, Nepal, Bangladesh, Bhutan, Myanmar, Malaysia, Cambogia, Laos, Thailandia, Vietnam, e Cina.

## Tassonomia
Sono note quattro sottospecie:
- Arachnothera magna aurata Blyth, 1855
- Arachnothera magna magna  (Hodgson, 1836)
- Arachnothera magna musarum Deignan, 1956
- Arachnothera magna pagodarum Deignan, 1956
- Arachnothera magna remota Riley, 1940